# Ocnița
Ocnița – miasto w północnej Mołdawii, siedziba administracyjna rejonu Ocnița. W 2014 roku liczyło ok. 7,3 tys. mieszkańców. Ośrodek przemysłowy.
Znajduje tu się węzłowa stacja kolejowa Ocnița.